# Doddayelachagere, Malavalli
Doddayelachagere là một làng thuộc tehsil Malavalli, huyện Mandya, bang Karnataka, Ấn Độ.